# Vereinbarkeit von Familie und Beruf im Gesundheitswesen
Das Konzept der Vereinbarkeit von Familie und Beruf im Gesundheitswesen ist eine Konkretisierung des allgemeineren Konzepts der Vereinbarkeit von Familie und Beruf für Berufstätige in Gesundheitsberufen. Zugleich steht der Begriff für die politische Zielsetzung, durch entsprechende Maßnahmen die Attraktivität dieser Berufe zu steigern und qualifizierte Arbeitskräfte im Bereich der Patientenversorgung zu halten und zu rekrutieren.
Die Vereinbarkeit von Familie und Gesundheitsberuf ist aufgrund ihrer Bedeutung für das Gesundheitssystem ein Forschungsfeld der Versorgungswissenschaft.

## Forschung
Zur Thematik der Vereinbarkeit von Familie und Gesundheitsberufen ist national und international wenig systematische Forschung durchgeführt worden, insbesondere betreffend der Evaluation von Maßnahmen. Studien beziehen sich vor allem auf die Berufsgruppen Ärzte und beruflich Pflegende.
In den Gesundheitsberufen kommen neben allgemeinen gesetzlichen Bestimmungen – zum Beispiel im Hinblick auf Elternzeit, Kinderbetreuung, familiengerechte Arbeitszeiten und Teilzeitarbeit, familienbedingte Beurlaubung, Wechsel zur Vollzeitbeschäftigung bzw. beruflicher Wiedereinstieg sowie Nichtbenachteiligung bei Teilzeitbeschäftigung und familienbedingter Beurlaubung – auch berufsspezifische Arbeitsbedingungen und Regelungen zum Tragen.

## Deutschland
Die wöchentliche Höchstarbeitszeit, Ruhezeiten und Ruhetage sind in Deutschland im Arbeitszeitgesetz (ArbZG) geregelt. Arbeitsrechtlich wird zwischen Bereitschaftsdienst und Rufbereitschaft unterschieden. Wird eine Opt-out-Regelung vereinbart, gelten bestimmte Vorschriften des ArbZG nicht. Wer einer Opt-out-Regelung zugestimmt hat, kann diese Zustimmung innerhalb von sechs Monaten schriftlich widerrufen (§ 7 Abs. 7 Satz 2 ArbZG). Das ArbZG verbietet die Benachteiligung von Arbeitnehmern, die einer Opt-out-Regelung nicht zustimmen oder ihre Zustimmung widerrufen (§ 7 Abs. 7 Satz 3 ArbZG).
In Deutschland besteht ein Anspruch auf Mutterschutz und Elternzeit, geregelt durch das Mutterschutzgesetz und Bundeselterngeld- und Elternzeitgesetz. Für Arbeitnehmer ist in Deutschland ein Rechtsanspruch auf Familienpflegezeit und Pflegezeit im Pflegezeitgesetz festgelegt. Zudem besteht als Arbeitnehmer in Einrichtungen mit mehr als 45 Beschäftigten unter bestimmten Umständen ein Rechtsanspruch auf eine zeitlich begrenzte Teilzeit (Brückenteilzeit), nach der man zur Vollzeittätigkeit zurückkehren kann. (Allgemeiner zu deutschen Gesetzen, die die Vereinbarkeit berühren, siehe auch: Vereinbarkeit von Familie und Beruf in einzelnen Staaten#Gesetze.)
Bei verbeamteten Ärzten ist die Beschäftigung über das Beamtenrecht geregelt.

### Berufsgruppe Ärzte

#### Medizinstudium und Ärztliche Weiterbildung
Während des Studiums muss die Hochschule, sobald ihr eine Schwangerschaft mitgeteilt wird, die Regelungen des Mutterschutzes beachten und eine unverantwortbare Gefährdung der Studentin und ihres (werdenden) Kindes ausschließen. Auf das Medizinstudium bezogen bedeutet das unter anderem, dass bestimmte Tätigkeiten, die eine Infektionsgefährdung mit sich bringen – zum Beispiel die Blutentnahme – nicht ausgeführt werden dürfen; ebenso gilt dies für den Umgang mit Gefahrenstoffen, Tätigkeiten im Kontrollbereich, Tätigkeiten im Stehen von einer Dauer von vier oder mehr Stunden am Stück sowie Tätigkeiten, bei denen schwere Lasten (über 10 kg) bewegt werden müssen. Es wird eine individuelle Gefährdungsbeurteilung erstellt, und Maßnahmen zum „Nachteilsausgleich“ sind möglich.
Ab Beginn der Mutterschutzfrist (sechs Wochen vor dem voraussichtlichen Tag der Entbindung) kann die Studentin an Veranstaltungen, Prüfungen oder Praktika teilnehmen, wenn sie dies gegenüber ihrer Hochschule ausdrücklich verlangt; diese Erklärung kann jederzeit mit Wirkung für die Zukunft widerrufen werden. So besteht vor der Entbindung ein „relatives Prüfungsverbot“: Die schwangere Studentin kann selbst entscheiden, ob sie diese Schutzfrist in Anspruch nimmt oder nicht, und sie kann ihre Zustimmung zur Prüfung bis vor dem Prüfungsbeginn jederzeit widerrufen, so dass das Prüfungsverbot keinen Einfluss auf die Anzahl der Prüfungsversuche hat. Nach erfolgtem Prüfungsbeginn ist ein rückwirkendes Berufen auf die Mutterschutzfristen ausgeschlossen.
Die Erste Verordnung zur Änderung der Approbationsordnung für Ärzte vom 17. Juli 2012 ermöglichte es Studierenden der Medizin, das Praktische Jahr (PJ) in Teilzeit durchzuführen. Diese Ausbildung kann nach § 3 Abs. 1 ÄApprO in Teilzeit mit 50 oder 75 Prozent der wöchentlichen Ausbildungszeit absolviert werden, wobei sich das PJ entsprechend verlängert. Sofern das PJ (bzw. das Studium) wegen Erziehungszeit durch eine förmliche Beurlaubung von der Hochschule unterbrochen wird, wird eine BAföG-Förderung für diese Zeit ausgesetzt; gegebenenfalls kann eine Verlängerungszeit gewährt werden (siehe BAföG#Förderungsdauer).
Die Phase der ärztlichen Weiterbildung wird in der Regel in einem Lebensalter zwischen 25 und 35 Jahren absolviert und fällt daher häufig in die Familiengründungsphase.
Laut den Weiterbildungsordnungen der Landesärztekammern ist eine Facharztausbildung in Teilzeit möglich, sofern die Arbeitszeit mindestens die Hälfte einer Vollzeitstelle beträgt (siehe beispielsweise § 4 der Weiterbildungsordnung der Landesärztekammer Baden-Württemberg), wodurch sich die Weiterbildungszeit verlängert. Die Muster-Weiterbildungsordnung (MWBO) von 2018 sieht die Möglichkeit der Teilzeitweiterbildung mit einer Arbeitszeit, die mindestens die Hälfte einer Vollzeitstelle beträgt, sowie die Anerkennung von kürzeren Weiterbildungsabschnitten vor. Einige Landesärztekammern sehen auch die Möglichkeit einer geringeren Teilzeit vor. Der Antrag auf ärztliche Weiterbildung in Teilzeit ist bei der zuständigen Ärztekammer zu stellen. So kann mit Wirkung zum 1. Oktober 2013 laut § 4 Abs. 6 der Weiterbildungsordnung für die Ärzte Bayerns bis zur Hälfte der Mindestweiterbildungszeit in kleinerer Teilzeit mit mindestens 12 Stunden pro Woche abgeleistet werden. Im Mai 2024 forderten die Delegierten des Deutschen Ärztetages, Weiterbildungen in Teilzeit von mindestens 50 Prozent in Zukunft grundsätzlich anzuerkennen, ohne dass hierfür eine Genehmigung erforderlich sein soll.
Am 1. Januar 2018 traten Änderungen des Mutterschutzgesetzes (MuSchG) in Kraft, die erzwungene Beschäftigungsverbote reduzieren. Nach § 9 und § 10 MuSchG muss Arbeitgeber nun in einer individuellen Gefährdungsbeurteilung prüfen, ob der Arbeitsplatz einer Schwangeren mit zumutbaren Mitteln sicher gestaltet werden kann oder ihr ein anderer, sicherer Arbeitsplatz angeboten werden kann. Zuvor waren Schwangere häufig pauschal von Operationen ausgeschlossen worden, was ihre Weiterbildungszeit erheblich verlängert hatte. Nach § 1 Abs. 2 MuSchG gilt das neue Mutterschutzgesetz auch für Studentinnen und Praktikantinnen. Rahmenbedingungen im Krankenhaus hängen vor allem vom betreffenden Tarifvertrag ab. Das „Krankenhausregister“ des Marburger Bundes zeigt Maßnahmen einzelner Krankenhäuser zum Themenbereich flexible Arbeitszeiten, Kinderbetreuung, Wiedereinstiegsprogramme und Familienpflegezeit auf.

#### Ärztlicher Bereitschaftsdienst
Bei Schwangerschaft und nach der Geburt des Kindes ist eine Befreiung vom ärztlichen Bereitschaftsdienst möglich. Entsprechende Regelungen ist in den landesspezifischen Bereitschaftsdienstordnungen festgelegt (siehe zum Beispiel: Bayern, Hessen, Rheinland-Pfalz).

#### Berücksichtigung von Erziehungs- und Pflegezeiten
Bei der Auswahlentscheidung über eine Praxisnachfolge hat der Zulassungsausschuss, sofern es sich um eine Praxis in einem gesperrten Planungsbereich handelt, Erziehungs- und Pflegezeiten wie eine ärztliche Tätigkeit zu werten (§ 103 SGB V Absatz 4). Diese Regelung wurde zum 1. Januar 2012 mit Artikel 1 GKV-Versorgungsstrukturgesetz (GKV-VStG) eingeführt.
Eine Anerkennung von Kindererziehungszeiten bei den ärztlichen Versorgungswerken wurde zwar 2002 auf dem Deutschen Ärztetag gefordert, aber abgelehnt. Viele Versorgungswerke erkennen jedoch nun (Stand: 2020) Kinderbetreuungszeiten von drei Jahren insoweit an, als dass eine Ausfallzeit bis zu drei Jahren bei der Berechnung der durchschnittlichen Steigerungszahl unberücksichtigt bleibt. Für die Dauer der Ausfallzeiten rechnen die Versorgungswerke jedoch – mit wenigen Ausnahmen – keine (fiktiven) Beitragszahlungen an.
Kassenärztliche Vereinigungen bieten Seminare an, die den Wiedereinstieg nach einer längeren beruflichen Auszeit erleichtern sollen.

#### Vertragsärzte
In den Medizinischen Versorgungszentren (MVZ), die dem GKV-Modernisierungsgesetz vom 14. November 2003 eingeführt wurden, können Ärzte als selbständiger Vertragsarzt  tätig sein oder als Angestellter. Dort lassen sich Teilzeitmodelle und ein Wechsel zwischen Arbeitszeitmodellen umsetzen, Nacht- und Wochenenddienste wie im Krankenhaus spielen keine Rolle, Ärzte sind weitgehend von Verwaltungsaufgaben entlastet und zugleich besteht die Möglichkeit zum kollegialen Austausch unter den dort tätigen Ärzten.
Um kurzfristig Entlastung im Arbeitsalltag zu bekommen, können Vertragsärzte nach vorangehender Genehmigung der zuständigen Kassenärztlichen Vereinigung (KV) eine Entlastungsassistenz (auch Sicherstellungsassistent genannt) einstellen. Gemäß § 32 Abs. 1 der Zulassungsverordnung für Vertragsärzte (Ärzte-ZV) kann ein Arzt sich bei Krankheit, Urlaub oder Teilnahme an ärztlicher Fortbildung oder an einer Wehrübung innerhalb von zwölf Monaten bis zur Dauer von drei Monaten vertreten lassen und eine Vertragsärztin sich in unmittelbarem zeitlichen Zusammenhang mit einer Entbindung bis zu einer Dauer von 12 Monaten vertreten lassen (vor dem 1. Januar 2012 war die Vertretung im Zusammenhang mit einer Entbindung auf eine Dauer von sechs Monaten beschränkt). Gemäß § 32 Abs. 2 Ärzte-ZV darf ein Vertragsarzt im Fall einer Genehmigung der KV während Zeiten der Erziehung von Kindern bis zu einer Dauer von 36 Monaten einen Vertreter oder Assistenten beschäftigen, wobei dieser Zeitraum nicht zusammenhängend genommen werden muss. Gemäß § 32 Abs. 2 Ärzte-ZV steht es der Kassenärztlichen Vereinigung frei, den 36-Monate-Zeitraum zu verlängern. Laut der Rechtsprechung können die Zeiträume bis zum 18. Lebensjahr genutzt werden. Der 36-Monate-Zeitraum steht dem Vertragsarzt für jedes Kind zu, allerdings werden Zeiträume, in denen mehrere Kinder gleichzeitig betreut werden, auf alle angerechnet.

#### Niedergelassene Ärzte
Als Vorteil einer eigenen Praxis (Einzel- oder Gemeinschaftspraxis) nennen Ärzte unter anderem die selbstbestimmte Arbeitszeitgestaltung und die Abwesenheit von Nacht- und Wochenenddiensten.
Wird ein Entlastungsassistent beschäftigt, kann der Arzt weiterhin (auch privatärztlich) mit reduzierter Arbeitszeit in der eigenen Praxis tätig sein, was nicht möglich ist, wenn der Arzt eine Vertretung gemäß § 32 Ärzte-ZV einstellt, die in der Praxis des zu vertretenden Arztes an dessen Stelle und unter Verwendung dessen LANR/BSNR tätig ist.
Im Fall einer zeitlich unabsehbaren Bedarfssituation kann die KV keine Entlastungsassistenz genehmigen. Stattdessen kommt ein Job-Sharing infrage. Dies kann mehrere Formen annehmen:
- Zwei Praktizierende teilen sich Versorgungsauftrag, oder die Zulassung wird auf eine halbe Zulassung reduziert oder es wird ein Antrag auf Ruhen der Zulassung oder einer Hälfte oder eines Viertels der Zulassung gestellt (§ 95 Abs. 5 SGB V i. V. m. § 26 Ärzte-ZV).[30] Die Teilzulassung wurde durch das Vertragsarztrechtsänderungsgesetz zum 1. Januar 2007 als halber Versorgungsauftrag eingeführt,[31] und zum 11. Mai 2019 wurde mit durch das Terminservice- und Versorgungsgesetz (TSVG) die Möglichkeit eines drei Viertel Versorgungsauftrags ergänzt.[32][33]
- Ein Vertragsarzt stellt einen anderen Arzt der gleichen Fachgruppe in Form des Jobsharings in seiner Praxis an. Der anzustellende Arzt erhält hierbei keine eigene Zulassung. Daher ist auch eine Neubeschäftigung in gesperrten Planungsbereichen möglich.[34]

Von der Entlastungsassistenz und Vertretung nach § 32 Abs. 2 Ärzte-ZV abzugrenzen ist die sogenannte „kollegiale Vertretung“ nach dem Berufsrecht, bei der ein vertretender Vertragsarzt die Behandlung der Patienten in seiner eigenen Praxis unter seiner LANR/BSNR übernimmt (dies ist beispielsweise für Bayern in § 20 der Berufsordnung für die Ärzte Bayerns geregelt, die auch klarstellt, dass das „Auffangen“ der Praxisabwesenheit eines Vertragsarztes durch den BAG-Partner oder der Praxisabwesenheit eines angestellten Arztes durch den anstellenden Vertragsarzt keine „Vertretung“ im eigentliche Sinne ist).

#### Studien
Laut einer Internetbefragung, die 2007 unter mehr als 1.600 Studierenden aller medizinischen Fakultäten in Deutschland durchgeführt wurde, hielten 14 % der Befragten es für möglich, an deutschen Krankenhäusern eine ärztliche Tätigkeit und Elternschaft miteinander zu verbinden, wohingegen dies 74 % der Befragten im ambulanten Bereich für möglich hielten.
Eine 2014 veröffentlichte Studie mit 121 Probanden stellte fest, dass Ärzte beiderlei Geschlechts weiterhin Probleme bei der Vereinbarkeit von Familie und Beruf hätten und schlussfolgerte, dass die Vereinbarkeit durch einen Ausbau familienfreundlicher Strukturen und eine Verringerung arztspezifischer Berufsprobleme verbessert werden solle, um den Nachwuchs in diesem Beruf „nicht ins Ausland oder einen patientenfernen Beruf zu verlieren“.
Die Kassenärztliche Vereinigung Rheinland-Pfalz (KV-RLP) betonte Anfang 2021, dass Anfang der 1990er im Zusammenhang mit der Einführung der Bedarfsplanung im Jahr 1993 im Rahmen von Übergangsbestimmungen überproportional viele Zulassungsanträge gestellt und Zulassungen ausgesprochen, und dass daher zu erwarten sei, dass in den kommenden Jahren eine größere Zahl von niedergelassenen Ärzte in den Ruhestand treten werde. Nach Daten des ZI-Praxis-Panel (ZiPP) Jahresberichts von 2016 beträgt die durchschnittliche Arbeitszeit angestellter Ärzte 23 Wochenstunden, die selbständiger Ärzte 49 Stunden. Unter jungen Ärzten beiderlei Geschlechts sei, so die KV-RLP, zunehmend eine Tätigkeit in Berufsausübungsgemeinschaften (BAG), also in Gemeinschaftspraxen oder Medizinischen Versorgungszentren, gewünscht.
In einer Online-Befragung des „Berufsmonitorings Medizinstudierende“ unter 13.900 Medizinstudierenden in Deutschland im Sommer 2018 gaben 95 % der Befragten die Vereinbarkeit von Familie und Beruf als entscheidenden Faktor für die Wahl ihres späteren Arbeitsplatzes an.
Statistisch betrachtet sinkt in der Phase der Weiterbildung der Frauenanteil. Aus Strukturdaten ist geschlossen worden, dass viele Frauen ihren Beruf wegen mangelnder Vereinbarkeit in dieser Phase nicht mehr ausüben oder nicht mehr ausüben können und dass viele Ärztinnen in Zusammenhang mit dem Ausstieg aus der Patientenbetreuung im Krankenhausbereich oder im ambulanten Sektor eine neue Beschäftigung bei Behörden, Körperschaften und anderen Sektoren aufnehmen.
In einer Umfrage des Marburger Bundes aus dem Jahr 2021 unter 3.238 in Weiterbildung zum Facharzt befindlichen Personen gaben 20 % der Befragten an, dass ihr Arbeitgeber die Vereinbarkeit von Beruf und Familie fördere.

#### Politik
Im Jahr 2002 appellierte der Deutsche Ärztetag am 105. Deutschen Ärztetag an die Politik, an die Krankenhäuser und an die Universitäten, „bessere Rahmenbedingungen zu schaffen, um Ärztinnen trotz Familienarbeit eine ihren Qualifikationen entsprechende Ausübung des Berufs zu ermöglichen“. Dabei wurde betont, dass ein sich abzeichnender Ärztemangel eine Chance biete, Forderungen nach entsprechenden Arbeitsbedingungen durchzusetzen. Die Bundesministerin für Bildung und Forschung Edelgard Bulmahn erklärte in diesem Zusammenhang, dass es „nach wie vor die Frauen“ seien, die „den Spagat zwischen Kindern und Karriere meistern“ müssten. Medien berichteten gegen Ende der 2000er, dass die gesamte junge Ärztegeneration – nicht ausschließlich Frauen – höhere Ansprüche an die Vereinbarkeit von Beruf und Privatleben stellte.
Ende der 2000er-Jahre zeichnete es sich angesichts eines zunehmenden Ärztemangels und einer zunehmenden Bedeutung der Vereinbarkeit von Familie und Beruf ab, dass sich die Bereitschaftsdienste vor allem in ländlichen Regionen in naher Zukunft nicht mehr ausreichend besetzen lassen würden. Aus diesem Anlass leitete die Kassenärztliche Vereinigung Rheinland-Pfalz (KV RLP) im Jahr 2010 eine Bereitschaftsdienstreform ein. Eine weitere, 2020 umgesetzte Bereitschaftsdienstreform, die einen Hausbesuchsdienst vorsieht, sollte die Versorgung von Patienten sichern und zugleich Ärzte von denjenigen Bereitschaftsdiensten entlasten, die in Zeiten liegen, in denen wenige Patienten um Hilfe fragen.
Die Parlamentarische Staatssekretärin im Bundesministerium für Gesundheit Annette Widmann-Mauz rief Anfang der 2010er-Jahre die Akteure und Institutionen im Gesundheitswesen mehrmals zu einem Runden Tisch „Vereinbarkeit von Familie und Beruf im Gesundheitswesen“ ein. Zu den Teilnehmern zählten unter anderem Vertreter der Krankenhäuser, der Ärzteschaft, der Pflegenden und der Pflegeeinrichtungen, der medizinischen Fachberufe, der Gewerkschaften, der Länder und des Spitzenverbandes Bund der Krankenkassen. Das Gremium sollte Vorschläge zu erarbeiten und deren Umsetzung begleiten. Laut Widmann-Mauz gehen auf den Runden Tisch unter anderem Regelungen des GKV-Versorgungsstrukturgesetzes zurück, die die Vereinbarkeit für Ärzte beiderlei Geschlechts in Arztpraxen erleichtern sollen.
Der 114. Deutsche Ärztetag regte 2011 an, die Regelung, nach der sich eine Vertragsärztin im zeitlichen Zusammenhang mit einer Entbindung bis zu 12 Monate vertreten lassen kann, auf Wunsch auch auf Vertragsärzte, die sich als Väter um die Erziehung ihrer Kinder kümmern wollen, anzuwenden. Außerdem sollte die Anrechnung von Kindererziehungs- bzw. Pflegezeiten nicht auf gesperrte Gebiete begrenzt sein.
Der Deutsche Ärztinnenbund forderte 2011 im Zusammenhang mit dem Thema der Geschlechtergleichstellung eine Priorisierung der Vereinbarkeit von Familie und Beruf.

### Weitere Berufsgruppen
Im Rahmen des vom Ministerium für Soziales, Arbeit, Gesundheit und Demografie (MSAGD) in Rheinland-Pfalz initiierten Landesleitprojekts „Fachkräftesicherung in den  Gesundheitsfachberufen“ wurden seit dem Jahr 2010 mehrere Erhebungen zur Fachkräftelücke in den Pflegeberufen durchgeführt. Darauf aufbauend startete die MSAGD weitere Initiativen, darunter die „Fachkräfte- und Qualifizierungsinitiative Gesundheitsfachberufe 2012–2015“ (FQI). Diese führte die Akteure des Gesundheits- und Pflegewesens zusammen und vereinbarte umfassende Maßnahmenpakete in elf festgelegten Handlungsfeldern, darunter das Handlungsfeld Vereinbarkeit von Familie und Beruf. Die Maßnahmenpakete wurden ab 2013 umgesetzt. Die FQI sollte der Erschließung des Qualifizierungspotenzials in der Pflege, der Steigerung der Ausbildungszahlen sowie der Weiterentwicklung der Pflegeberufe dienen.
In den Jahren 2019 bis 2024 können Krankenhäuser jährlich eine Förderung in Höhe von bis zu 50 % ihrer Kosten für Maßnahmen zur Verbesserung der Vereinbarkeit von Pflege, Familie und Beruf ihres Personals bis zu einem Maximalbetrag von 7.500 Euro pro Jahr erhalten (§ 8 Absatz 7 SGB XI). Hierfür wurden für die Jahre 2019 bis 2024 jährlich bis zu 100 Millionen Euro bereitgestellt. Es wurden jedoch in den ersten Jahren nur wenige Förderanträge in diesem Bereich gestellt: So wurden beispielsweise in Sachsen zunächst vor allem Mittel für Beratungen und Coachings für Personalorganisation und -führung oder zur Teamentwicklung sowie für besseres Stress- und Krisenmanagement abgerufen, kaum jedoch für Ferienfreizeiten oder eigene Kindertagesstätten der Pflege-Einrichtungen. Die Förderrichtlinien wurden 2021 überarbeitet, indem der Katalog der förderfähigen Maßnahmen erweitert wurde. Zudem initiierte der Pflegebevollmächtigte der Bundesregierung 2021 ein deutschlandweites Projekt „Gute Arbeitsbedingungen in der Pflege zur Vereinbarkeit von Pflege, Familie und Beruf (GAP)“, um unter Nutzung dieses Förderprogramms kleine und mittelständische Pflegeeinrichtungen für bessere Vereinbarkeit zu schulen.
In der Berufsgruppe der Physikalisch-Technischen Assistenten (PTA) sind mehr als die Hälfte der in Apotheken beschäftigten Berufsangehörigen in Teilzeit tätig, und familienfreundliche Arbeitsbedingungen gelten in diesem Bereich als ein wichtiger Faktor, um Arbeitskräfte zu halten.

## Österreich
Bis 2015 hatten Spitalärzte in Österreich Arbeitszeiten von bis zu 70 Stunden pro Woche.
Nachdem die Europäische Union eine schrittweise Verkürzung der maximalen Wochenarbeitszeit auf 48 Stunden vorgab, wurde im Januar 2015 ein Arbeitszeitgesetz für Spitalsärzte verabschiedet, das ihre Wochenarbeitszeit von 60 auf 48 Stunden reduzierte. Die Bundesregierung beschloss allerdings eine Übergangsregelung, nach der die durchschnittliche Wochenarbeitszeit für Spitalsärzte bis zu 55 Stunden betragen darf, sofern eine Betriebsvereinbarung für das Krankenhaus vorliegt und die Betroffenen ausdrücklich zustimmen. Die Österreichische Ärztekammer (ÖAK) kritisierte 2020, die Arbeitszeiten seien zwar verkürzt worden, das Personal sei aber nicht entsprechend aufgestockt worden. Die Übergangsregelung war zunächst bis 30. Juni 2021 befristet. Im Nationalrat und im Bundesrat fand ein Vorschlag für eine Verlängerung bis 2028, die bis Ende Juni 2025 ein Wochenschnitt von bis zu 55 Stunden erlauben sollte, sofern darunter auch Bereitschaftsdienste vor Ort fallen, und bis Ende Juni 2028 eine durchschnittliche Wochenarbeitszeit von bis zu 52 Stunden erlauben sollte, im Sommer 2021 keine Mehrheit.
In einer Umfrage unter Mitarbeitern und Personalverantwortlichen von Gesundheits- und Pflegeeinrichtungen aus dem Jahr 2015 nannten zwei Drittel die Vereinbarkeit von Familie und Beruf als einen sehr maßgeblichen Aspekt bei der Wahl des Arbeitgebers.
Zu allgemeinen Regelungen siehe auch den Artikel „Vereinbarkeit von Familie und Beruf in einzelnen Staaten“, Abschnitt „Österreich“.

## Schweiz

### Ärzteschaft
Für einen in der Schweiz herrschenden Ärztemangel werden mehrere Gründe angeführt, darunter: eine stärkere Nachfrage nach Teilzeitarbeit aufgrund einer Feminisierung des Arztberufs, ein veraltetes Berufsbild und eine zu geringe Zahl der Studienplätzen.
Der Anteil an Ärztinnen steigt in der Schweiz in sämtlichen ärztlichen Fachdisziplinen. Es wird zu Anstrengungen aufgerufen, um den ärztlichen Nachwuchs in allen zu besetzenden Fachrichtungen „mit zeitgemässen Arbeitszeitmodellen im Beruf zu halten“, wobei in diesem Zusammenhang der Wunsch nach einem größeren Frauenanteil auch in der Standespolitik geäußert worden ist.
Seit dem 1. Januar 2005 gilt das landesweit gültige Arbeitszeitgesetz auch für Assistenzärzte und Oberärzte an Schweizer Spitälern. Somit gilt die in Art. 9 ArG festgelegte wöchentliche Höchstarbeitszeit von 50 Stunden. Allerdings missachtet nach einer nicht repräsentativen Mitgliederbefragung des Verbandes der Assistenz- und Oberärzte (VSAO) die 52 % der Assistenzärzte und Oberärzte diese Vorgabe. Die Präsidentin der schweizerischen Patientenschutzorganisation, Margrit Kessler, erklärte, dass davon auszugehen sei, dass es in den Spitälern aufgrund von Übermüdung zu Kunstfehlern komme.
Schwierigkeiten bei der Vereinbarkeit werden insbesondere in der Phase der Weiterbildung, in der im Spital Dienste zu absolvieren sind, gesehen. Einer Studie zufolge war der Anteil der Frauen, die zwischen 1985 und 2000 ein eidgenössisches Diplom aber bis zum Jahr 2011 keinen Weiterbildungstitel erhalten hatten, mit 20,7 % signifikant höher als der entsprechende Anteil der Männer mit 13,6 %.
Ist ein Vorbereitungskurs an in Formaldehyd eingelegten Organen zu absolvieren, stellt sich die Schwierigkeit, dass ein solcher Kurs weder schwanger noch stillend besucht werden darf. Unter Umständen ist es in diesem Fall möglich, an einem anderen Vorbereitungskurs teilzunehmen.
Laut einer repräsentativen Studie des Verbands Schweizerischer Assistenz- und Oberärztinnen und -ärzte (VSAO) und der Verbindung der Schweizer Ärztinnen und Ärzte (FMH) waren bis 2016 zwischen 8,4 und 12,9 % der Ärzte, die zwischen 1980 und 2009 ihr Ärztediplom in der Schweiz erworben haben, vor dem Pensionsalter aus der Behandlung von Patienten ausgestiegen. Nur jeder Zehnte von ihnen gehe davon aus, eher oder sehr wahrscheinlich wieder in den Arztberuf zurückzukehren. Den ausgestiegenen Männern gelinge es besser als den Frauen, ihre ärztlichen Qualifikationen zu verwerten. In drei Zeitpunkten in der Berufsbiografie stiegen jeweils ungefähr ein Drittel von ihnen aus: vor der Weiterbildung, während der Assistenzzeit und nach dem Erwerb des Facharzttitels. Als wichtigsten Grund für den Ausstieg nannten 34 % „Arbeitspensum und Arbeitszeiten“, 22 % eine mangelnde Vereinbarkeit des Arztberufes mit der Kinderbetreuung, 21 % die Arbeitsinhalte und 16 % das Anforderungsniveau.

### Pflege und Betreuung, Gesundheitsbranche im Allgemeinen
Das von Bund und Kantonen getragene Schweizerische Gesundheitsobservatorium Obsan veröffentlichte 2021 eine Analyse von Personalbestand, -bedarf und -angebot und Möglichkeiten zur Personalsicherung in den Schweizer Gesundheitsinstitutionen. Darin bezeichnete Obsan die Situation bezüglich Personalrekrutierung im Bereich Pflege und Betreuung sowie in den übrigen Gesundheitsberufen als angespannt. Der Vereinbarkeit von Arbeits- und Privatleben komme in der Gesundheitsbranche mit Nacht- und Wochenenddiensten eine besondere Bedeutung zu; Mitarbeitende seien bei der Dienstplanung einzubeziehen und kurzfristig angekündigte Einsätze und Änderungen der Dienstpläne sollten vermieden werden.
Am 28. November 2021 wurde die Eidgenössische Volksinitiative «Für eine starke Pflege (Pflegeinitiative)», die unter anderem anforderungsgerechte Arbeitsbedingungen für die in der Pflege tätigen Personen forderte, mit einer Mehrheit von über 60 % angenommen.
Zu allgemeinen Regelungen siehe auch den Artikel „Vereinbarkeit von Familie und Beruf in einzelnen Staaten“, Abschnitt „Schweiz“.

## Vereinigte Staaten
Im Jahr 2003 wurden in den Vereinigten Staaten die Pflichtdienstzeiten von Assistenzärzten auf 80 Wochenstunden begrenzt, und 2011 wurde Arbeitszeit pro Schicht auf unter 16 Stunden begrenzt. Notfallärzte kritisieren, die Beschränkungen hätten sich negativ auf die Lernumgebung und die berufliche Ausbildung ausgewirkt.
Zu allgemeinen Regelungen siehe auch den Artikel „Vereinbarkeit von Familie und Beruf in einzelnen Staaten“, Abschnitt „USA“.